# Eparchia Stamford
Eparchia Stamford – eparchia Kościoła katolickiego obrządku bizantyjsko-ukraińskiego w Stanach Zjednoczonych, z siedzibą w Stamford w stanie Connecticut. Została erygowana w 1956 roku jako egzarchat apostolski. Do rangi eparchii została podniesiona już niespełna dwa lata później, w 1958 roku. W skład eparchii wchodzą parafie bizantyjsko-ukraińskie w stanach Connecticut, Massachusetts, New Hampshire, Nowy Jork oraz Rhode Island.